# Сурабхи
Сура́бхи́ (санскр. सुरभि [IAST: Surabhi] или सुरभी [IAST: Surabhī]) или Камадхену (санскр. कामधेनु [IAST: Kāmadhenu], букв. ‚любовь‘ (кама) + ‚корова‘ (дхену), «сладко пахнущая») — в индуистской мифологии чудесная корова, исполняющая желания владельца. Возникла во время пахтанья Молочного океана и принадлежала мудрецу-риши Васиштхе. Также известна под именем Камадхену («корова желаний»).
C Сурабхи связано несколько историй. Когда восемь Васу со своими жёнами посетили ашрам Васиштхи, одна из жён уговорила мужа украсть Сурабхи. Он похитил корову с помощью остальных Васу, но кража была раскрыта, и Васиштха наложил на всех восьмерых проклятие, вынуждавшее их родиться в мире людей в качестве смертных. Впрочем, проклятие было смягчено. Семеро соучастников могли покинуть мир живых сразу после рождения, а восьмой — организатор похищения, хоть и был вынужден прожить долгую жизнь, но в теле знаменитейшего из смертных того времени — Бхишмы.
Другая история повествует, как Вишвамитра явился к ашраму Васиштхи с целой армией, желая отобрать Сурабхи силой. Но Васиштха, с помощью Сурабхи, создал армию защитников и сумел отбить нападение.
В образе Сурабхи отразилось почитание коровы, вынесенное из общеарийской пастушеской эпохи, когда корова являлась главным источником пищи и благосостояния, и характерное для индийской и славянской мифологии.